# برايان تايلر
برايان تايلر (بالإنجليزية: Brian Tyler)‏ هو ملحن وكاتب غنائي وموسيقي أمريكي بدأ مسيرته الفنية عام 1998.

## أعماله في السينما الأمريكية
- قسطنطين (بالتعاون مع كلاوس بادلت)
- السرعة والغضب: قيادة طوكيو
- رامبو 4
- إيجل آي
- دراغون بول إيفولوشن
- السرعة والغضب 4
- المستهلكون
- السرعة الخامسة
- المرتزقة 2
- آيرون مان 3
- الآن أنت تراني
- ثور: العالم المظلم
- الوجهة النهائية 5
- سلاحف النينجا
- المرتزقة 3
- السرعة والغضب 7
- المنتقمون: عصر ألترون (بالتعاون مع داني إلفمان)
- المجرم
- الآن أنت تراني 2
- إكس إكس إكس: عودة إكساندر كايج
- باور رينجرز
- فاست أند فيوريس 8
- المومياء (فيلم 2017)

## أعماله في التلفزيون الأمريكي
- ترانسفورمرز برايم
- هاواي فايف أو (الحلقتين "Pilot" و"Ohana")

## أعماله في ألعاب الفيديو
- كول أوف ديوتي: مودرن وورفير 3
- نيد فور سبيد: ذا رن
- فار كراي 3
- آرمي اوف تو: ذا ديفل كارتل
- أساسنز كريد IV: بلاك فلاغ

## وصلات خارجية
- برايان تايلر على موقع IMDb (الإنجليزية)
- برايان تايلر على موقع ألو سيني (الفرنسية)
- برايان تايلر على موقع ميوزك برينز (الإنجليزية)
- برايان تايلر على موقع بوكس أوفيس موجو (الإنجليزية)
- برايان تايلر على موقع أول ميوزيك (الإنجليزية)
- برايان تايلر على موقع ديسكوغز (الإنجليزية)
- برايان تايلر على موقع قاعدة بيانات الفيلم (الإنجليزية)